# Epichorista fraudulenta
Epichorista fraudulenta es una especie de polilla del género Epichorista, categorizada en la tribu Archipini, de la subfamilia Tortricinae.

## Distribución
Se distribuye por Oceanía: en Nueva Zelanda, en el monte Arthur.

## Taxonomía
Fue descrita por Alfred Philpott en 1928.
Tratamiento taxonómico
La especie aparece registrada y publicada en Transactions and Proceedings of the New Zealand Institute 58: 363.